# 洞穴与盆地国家历史古迹

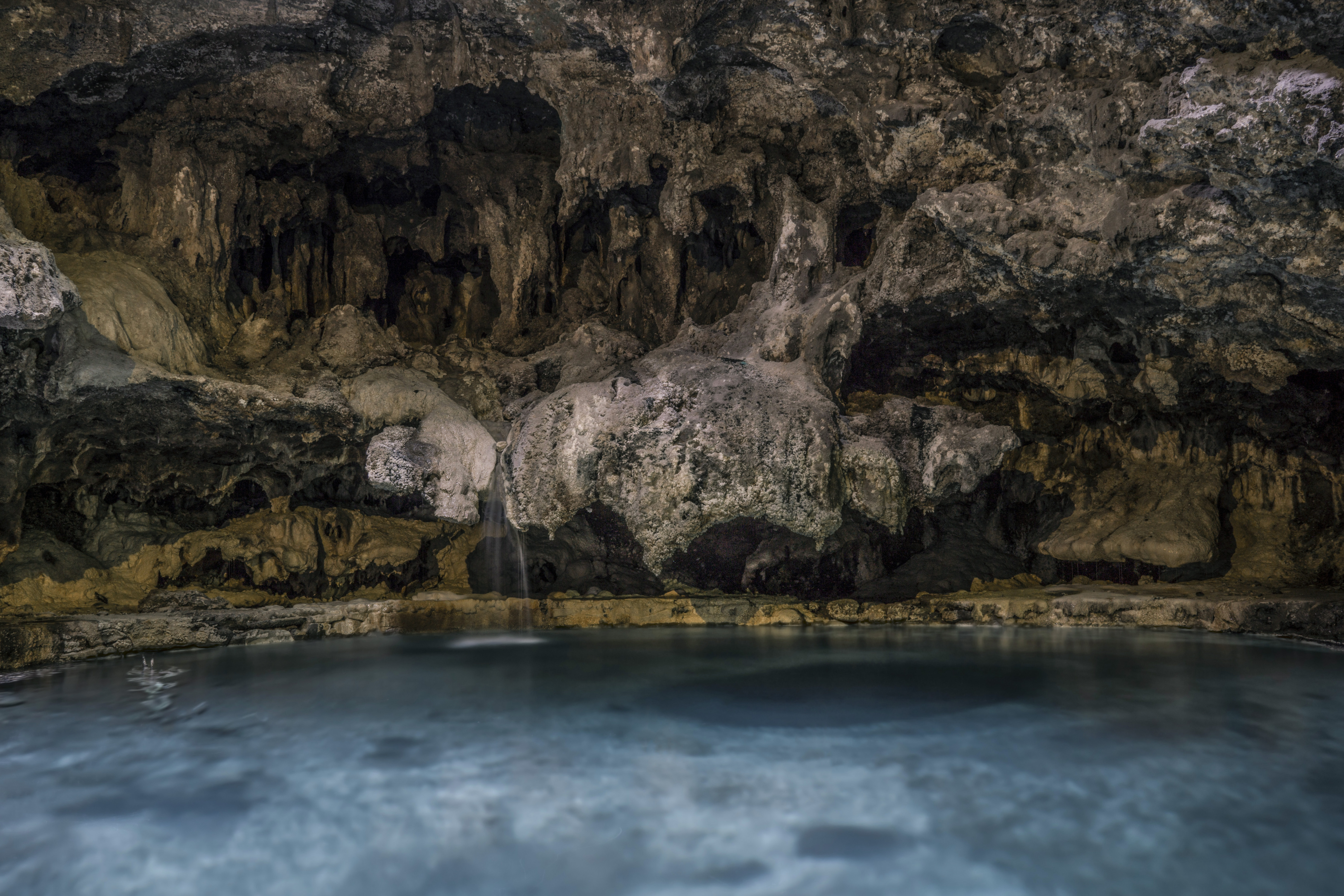
班夫洞穴與盆地國家歷史遺址部分淹沒的洞穴

洞穴与盆地国家历史古迹（Cave and Basin National Historic Site）位于加拿大艾伯塔省班夫镇，是含有硫磺的天然温泉的遗址，也是班夫国家公园最初的所在范围。詹姆斯·赫克托于1859年记录了这个地区的温泉，1883年铁路通到弓河山谷，三名铁路工人试图获得这个地方的所有权。。总理约翰·亚历山大·麦克唐纳决定将温泉周围的26平方公里的区域设立为一个小保护区。
班夫温泉蜗牛是洞穴与盆地温泉特有的物种，如今被列入濒危物种。